# Kurtziella dorvilliae
Kurtziella dorvilliae é uma espécie de gastrópode do gênero Kurtziella, pertencente a família Mangeliidae.